# Lijst van weg- en veldkapellen in Limburg

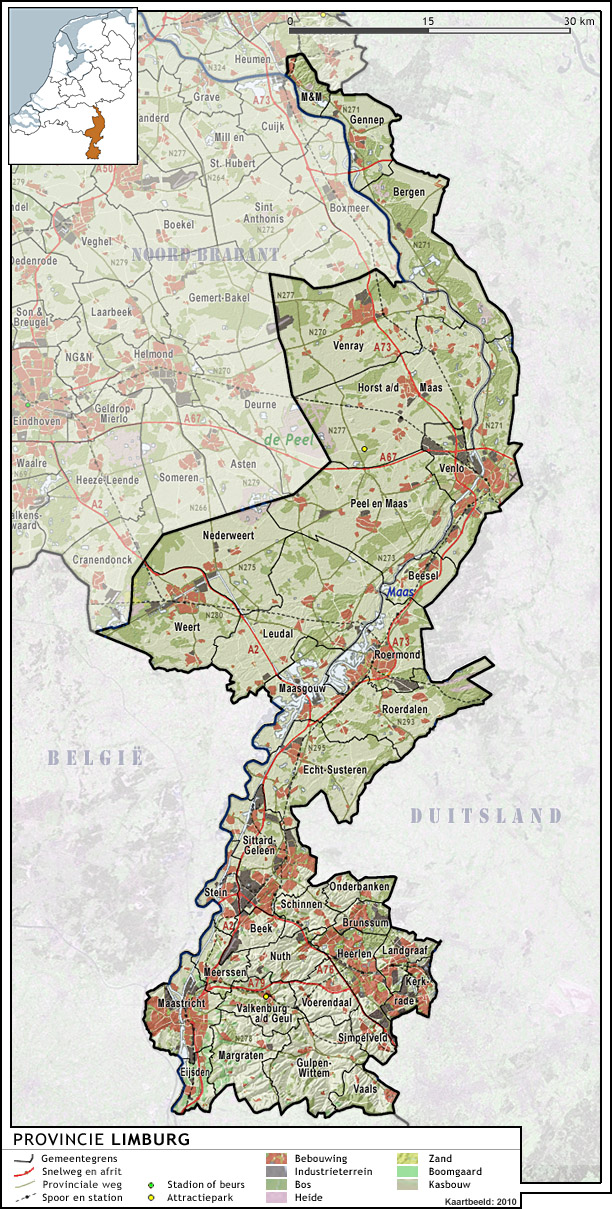
Limburg

Dit is een lijst van gemeenten in de provincie Limburg met weg- en veldkapellen. Veldkapellen komen vooral in het zuiden van Nederland voor en werden dikwijls gebouwd ter verering van een heilige. In andere delen van Nederland zijn ze zeldzamer.

## Gemeenten
- Lijst van weg- en veldkapellen in Beek
- Lijst van weg- en veldkapellen in Beekdaelen
- Lijst van weg- en veldkapellen in Beesel
- Lijst van weg- en veldkapellen in Bergen
- Lijst van weg- en veldkapellen in Brunssum
- Lijst van weg- en veldkapellen in Echt-Susteren
- Lijst van weg- en veldkapellen in Eijsden-Margraten
- Lijst van weg- en veldkapellen in Gennep
- Lijst van weg- en veldkapellen in Gulpen-Wittem
- Lijst van weg- en veldkapellen in Heerlen
- Lijst van weg- en veldkapellen in Horst aan de Maas
- Lijst van weg- en veldkapellen in Kerkrade
- Lijst van weg- en veldkapellen in Landgraaf
- Lijst van weg- en veldkapellen in Leudal
- Lijst van weg- en veldkapellen in Maasgouw
- Lijst van weg- en veldkapellen in Maastricht
- Lijst van weg- en veldkapellen in Meerssen
- Lijst van weg- en veldkapellen in Mook en Middelaar
- Lijst van weg- en veldkapellen in Nederweert
- Lijst van weg- en veldkapellen in Peel en Maas
- Lijst van weg- en veldkapellen in Roerdalen
- Lijst van weg- en veldkapellen in Roermond
- Lijst van weg- en veldkapellen in Simpelveld
- Lijst van weg- en veldkapellen in Sittard-Geleen
- Lijst van weg- en veldkapellen in Stein
- Lijst van weg- en veldkapellen in Vaals
- Lijst van weg- en veldkapellen in Valkenburg aan de Geul
- Lijst van weg- en veldkapellen in Venlo
- Lijst van weg- en veldkapellen in Venray
- Lijst van weg- en veldkapellen in Voerendaal
- Lijst van weg- en veldkapellen in Weert